# Zakázík
Zakázík (arabsky الزقازيق‎ az-Zakázík) je město v Dolním

Egyptě. Leží ve východní části delty řeky Nil a je hlavním městem guvernorátu Šarkíja.

## O městu
Zakázík leží uprostřed úrodné oblasti v deltě Nilu. Ve městě se nacházejí velké továrny na bavlnu a Zakázík je centrem obchodu s bavlnou a obilím v Egyptě. Dříve zde mimo jiné měli kanceláře mnozí evropští obchodníci.
K vidění je malé muzeum zvané Orabi museum, kde se nachází řada archeologických exponátů. Ve městě je také umístěna jedna z největších univerzit v Egyptu, Zakázícká univerzita, kromě ní je zde ještě pobočka univerzity al-Azhar, největší islámské univerzity na světě.

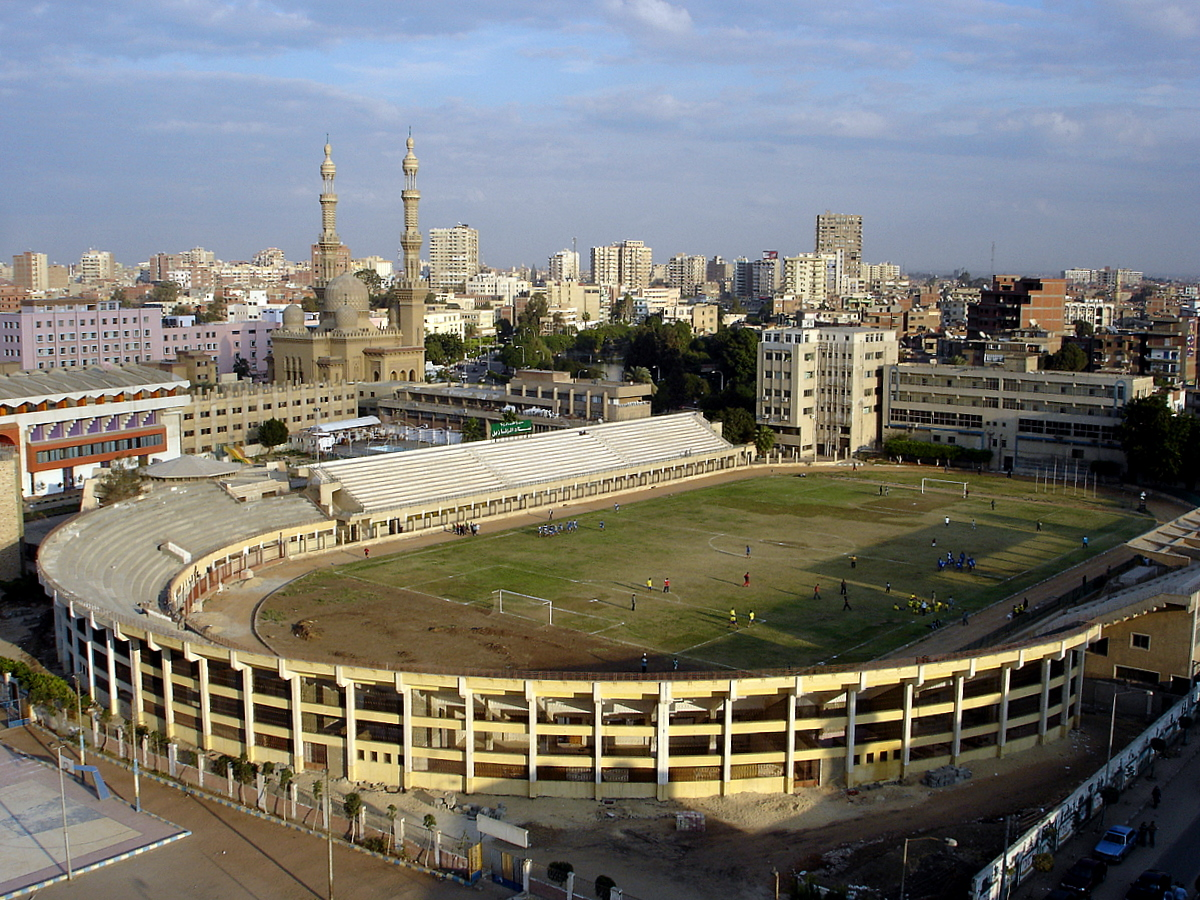
Zakázícký stadion

## Historie
Tři kilometry jihovýchodně od Zakázíku se nacházejí ruiny staroegyptského města Bubastis. To bylo hlavním městem 18 nomu. Pochází odtud tradice slavností na počest kočičí bohyně Bastet. Za pozůstatky modlitebny z období Staré říše (vláda Pepiho I.) se nacházejí katakomby, kde byly pohřbívány posvátné kočky.
Během vlády 22. a 23. dynastie se stalo hlavním městem celého Egypta. Jsou zde pozůstatky chrámů postavených Osorkonem II. a Nachtharehebem.

## Osobnosti města
- Muhammad Mursí, pátý egyptský prezident
- Abd al-Halím Háfiz, egyptský zpěvák a herec
- Salama Moussa, koptský egyptský žurnalista, filozof a kritik
- Ahmed Orabi, plukovník, který vedl povstání proti Britům v roce 1882